# Shirley of the Circus
Pour plus de détails, voir Fiche technique et Distribution.
Shirley of the Circus est un film américain réalisé par Rowland V. Lee, sorti en 1922.

## Synopsis
Nita, une jeune fille française faisant partie d'un cirque, est envoyée à l'école par James Blackthorne, un artiste américain. Au bout de trois ans elle s'échappe et le rejoint chez lui aux États-Unis, où elle se produit dans une tournée de son ancien cirque, et finit par retrouver son ancien fiancé, Pierre,.

## Fiche technique
- Réalisation : Rowland V. Lee
- Scénario : Robert N. Lee
- Photographie : G.O. Post
- Production : Fox Film Corporation
- Genre : Mélodrame[3]
- Durée : 50 minutes
- Date de sortie : 
  - États-Unis : 12 novembre 1922

## Distribution
- Shirley Mason : Nita
- George O'Hara : Pierre
- Crauford Kent : James Blackthorne
- Alan Hale Sr. : Max
- Lule Warrenton : Blanquette
- Maude Wayne : Susan Van Der Pyle
- Mathilde Brundage : Mrs. Van Der Pyle